# Kendő (Románia)
Kendő (románul: Cându) falu Romániában, Maros megyében, Bekecsalja tájegységben. Közigazgatásilag Székelybere községhez tartozik.

## Fekvése

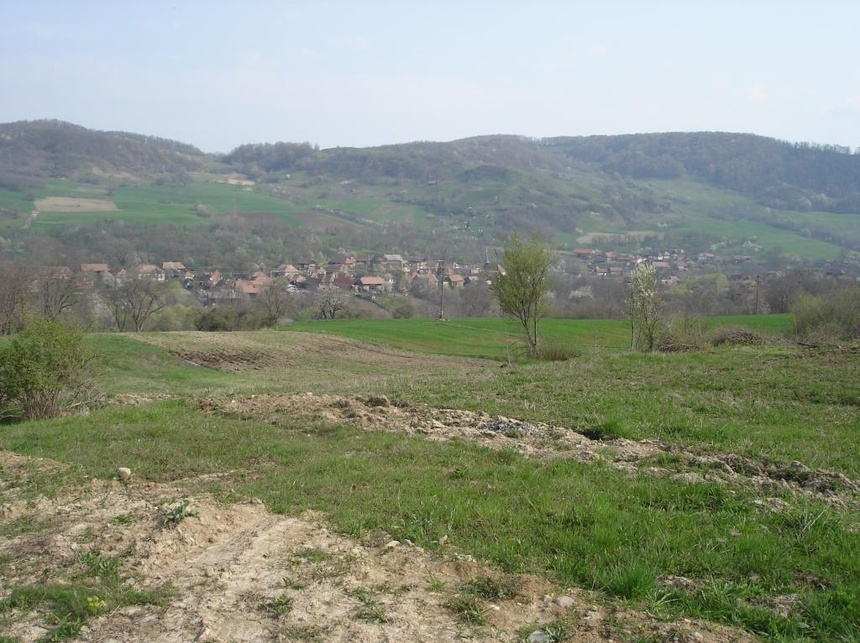
Kendő látképe

Marosvásárhelytől 26 km-re északkeletre a Bekecs-hegy nyugati előterében fekszik.

## Története
1509-ben Kendew néven említik. A hagyomány szerint nevét az odatelepült Kendei Jánosról nyerte. Lakói a Bere és Berekeresztúr közti Kendő mezejéről költöztek fel a Kendőfőhöz. 1910-ben 268-an lakták, 9 kivételével mind magyarok. A trianoni békeszerződésig Maros-Torda vármegye Nyárádszeredai járásához tartozott. 1992-ben 157 lakosából 145 magyar és 12 cigány volt.

## Látnivalók
- Református temploma 1787-ben épült.